# Arona (Piemont)

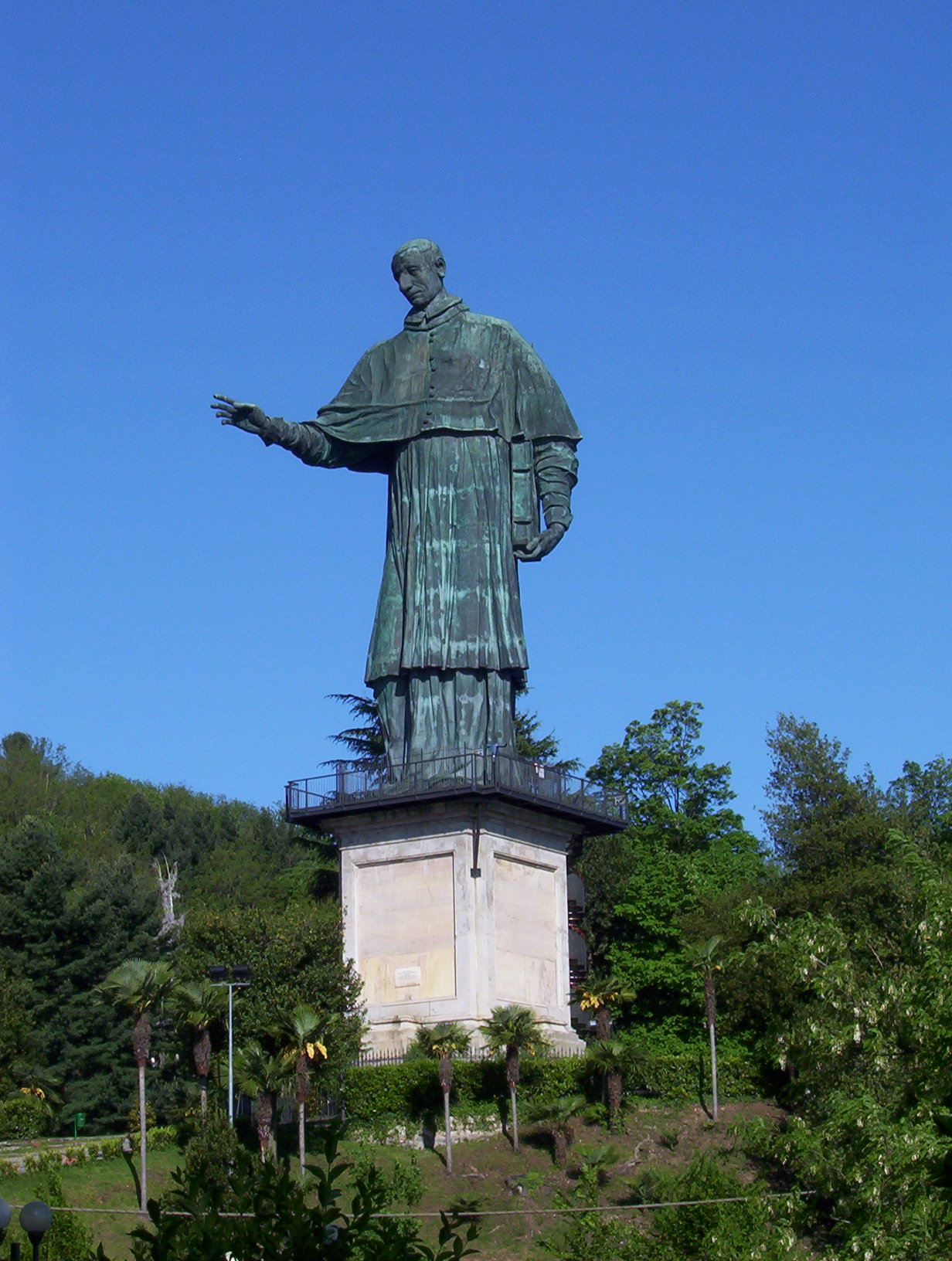
Slavný Sancarlone, obří socha svatého Karla Boromejského

Arona je město na jezeře Maggiore v provincii Novara v severní Itálii. Jeho hlavní ekonomickou činností je cestovní ruch, zejména z Milána, Francie a Německa.

## Dějiny
Archeologické nálezy ukázaly, že oblast kolem dnešní Arony byla osídlena již v neolitu, od 18. do 13. století před naším letopočtem. Později zde sídlili Keltové, které ovládli Římané a v 5. století našeho letopočtu sem pronikli Langobardi. V 11. století bylo založeno benediktinské opatství svatých mučedníků Gratiana a Felina a církevní správu převzalo arcibiskupství v Miláně. Po obléhání a zničení Milána císařem Fridrichem Barbarossou v roce 1162 se mnoho uprchlíků usadilo v Aroně. Později bylo město majetkem Torrianiů a od roku 1277 Viscontiů. Na počátku 14. století se město stalo svobodnou obcí pod patronátem opatství. V roce 1439 ji získal Vitaliano Borromeo a s ním ostatní Borromeové.

## Pamětihodnosti
Hlavní atrakce:
- Sancarlone. Obří sochu sv. Karla Boromejského objednal krátce po jeho svatořečení jeho bratranec, kardinál Federico Boromejský. Stavba zděného skeletu ve tvaru pyramidy s vnitřním schodištěm začala v roce 1614 a dokončena byla v roce 1698 osazením plátů tepaných z mědi, kterými je celá zděná socha pokryta. Návrh sochy světce, který pravicí žehná svému rodnému městu, vytvořil Giovanni Battista Crespi, zvaný Il Cerano. Jeho předlohu v měřítku provedli sochaři Siro Zanella a Bernardo Falconi. V polovině 19. století byl podstavec pomníku upraven na rozhlednu, jejíž železný ochoz je ve výšce 10 metrů. S celkovou výškou 35,1 metru socha bývala až do konce 19. století největší bronzovou sochou stojící postavy na světě, nyní je asi desátá za asijskými sochami Buddhy, Bodhisattvy, kyjevskou sochou Matky-Vlasti a newyorskou Sochou svobody[2] nebo[3]. Architekt Sochy svobody Fréderic Auguste Bartholdi v Aroně studoval plány Sancarlona předtím, než vytvořil sochu vlastní; pamětní štítek o tom umístil na svou sochu[4]. Socha byla umístěn na Svatou horu (Sacro Monte) a byla zamýšlena jako součást komplexu budov a kaplí oslavujících život sv. Karla, z něhož byly dokončeny pouze tři poutní kaple, budova kláštera (dnes vojenský objekt) a bazilika a rezidencí milánského arcibiskupa na prostranství naproti soše.
- Bazilika sv. Karla Boromejského z roku 1614 (architekt Francesco Maria Richini) a bývalý arcibiskupský palác; obraz na hlavním oltáři: Sv. Karel Boromejský se svými předchůdci sv. Ambrožem a sv. Simplicissimem. Do kaple za hlavním oltářem baziliky bylo přeneseno zařízení z Karlova rodného pokoje s mariánským oltářem, klekátkem a relikviářovým oltářem; kromě Karlových relikvií je vystavena také jeho posmrtná maska a arcibiskupské křeslo[5]. V chodbě paláce je expozice o dějinách pomníku.
- Menší verze sochy, Sancarlino, je k vidění na Corso Cavour ve městě.
- La Rocca (Hrad) je park ve vlastnictví rodiny Borromeů. Na území parku stával hrad Arona, zničený napoleonskými armádami, jenž byl rodištěm svatého Karla Boromejského. Park je volně přístupný veřejnosti a je oblíbenou promenádou místních obyvatel. V různých částech parku žije mnoho poloochočených zvířat.
- Lungolago (Břeh jezera) nabízí výhled na protilehlý břeh na hrad Rocca Borromeo di Angera, na jezero a na Alpy. Koupání v jezeře Maggiore je nyní po letech znečištění zase možné. Pláž Le rocchette (Skalky) v blízkosti náměstí Piazza del Popolo v centru města byla renovována.
- Kostel Collegiata della Nativita di Maria Vergine (kolegiátní bazilika Narození Panny Marie) z roku 1482 je vybaven obrazy ze života Panny Marie, jejichž autorem je Pier Francesco Mazzucchelli řečený Morazzone, a obraz Svatá rodina od Gaudenzia Ferrariho .
- Původem románský kostel svatých mučedníků (Chiesa di Santi Martiri), nyní barokizovaný.